# Liuenella
Liuenella es un género de foraminífero planctónico de la Subfamilia Hedbergellinae, de la Familia Hedbergellidae, de la Superfamilia Rotaliporoidea, del Suborden Globigerinina y del Orden Globigerinida. Su especie-tipo es Liuella falklandica. Su rango cronoestratigráfico abarca desde el Turoniense medio hasta el Campaniense inferior (Cretácico superior).

## Descripción
Liuenella incluía especies con conchas trocoespiraladas, con tendencia a hacerse planiespiralada, y de forma discoidal-globular; sus cámaras eran globulares o subglobulares, creciendo en tamaño de forma gradual; sus suturas intercamerales eran rectas e incididas; su contorno era redondeando o subpoligonal, y lobulado; su periferia era redondeada, con una amplia banda imperforada; su ombligo era estrecho; su abertura era interiomarginal, espiroumbilical, en forma de arco bajo a medio, y bordeada por un labio relativamente grueso; presentaba pared calcítica hialina, macroperforada, con la superficie lisa a punteada.

## Discusión
El género Liuenella no ha tenido mucha difusión entre los especialistas. Liuenella fue propuesto como sustituto de Liuella, el cual se consideró homónimo posterior del arácnido Liuella Wang & Bai, 1992. El género ha sido parcialmente enmendado para incluir especies con pared pustulada. Algunos autores han considerado Liuenella (= Liuella) un sinónimo subjetivo posterior de Hedbergella, pero se diferencia por la presencia de una banda imperforada amplia en la periferia. Clasificaciones posteriores incluirían Liuenella en la superfamilia Globigerinoidea.

## Paleoecología
Liuenella (= Liuella) incluía foraminíferos con un modo de vida planctónico, de distribución latitudinal templada a subpolar (Atlántico Sur), y, como Hedbergella, habitantes pelágicos de aguas superficiales (medio epipelágico).

## Clasificación
Liuenella incluye a las siguientes especies:
- Liuenella falklandica †
- Liuenella nadinae †